# Danh sách đảo São Tomé và Príncipe
- Ilheu Bom Bom
- Ilhéu das Cabras
- Ilhéu Caroço
- Pedra da Galé
- Ilhéu Gavado
- Pedras Tinhosas
- Príncipe
- Quixiba
- Ilhéu das Rolas
- Ilhéu de São Miguel
- São Tomé Island
- Ilhéu Santana
- Sete Pedrão
- Tinhosa Grande
- Tinhosa Pequena